# شهرستان زنجان
شهرستان زنجان پر جمعیت‌ترین و بزرگ‌ترین شهرستان استان زنجان است. مرکز این شهرستان شهر زنجان است.

## جمعیت
جمعیت این شهرستان بر طبق سرشماری سال ۱۳۹۵، برابر با ۵۲۱٬۳۰۲ نفر بوده است. در شهرستان زنجان تعداد ۱۵۹٬۰۲۰ خانوار، وجود دارد که از این تعداد ۲۶۳٬۱۴۰ نفر مرد و ۲۵۸٬۱۶۲ نفر زن هستند.
شهر زنجان مرکز این شهرستان است.

## شهرها و بخش‌ها
- بخش مرکزی شهرستان زنجان
  - دهستان بناب (زنجان)
  - دهستان بوغداکندی
  - دهستان تهم
  - دهستان زنجانرود بالا
  - دهستان معجزات
  - دهستان قلتوق

شهر: زنجان
- بخش زنجانرود
  - دهستان چایپاره بالا
  - دهستان زنجانرود پائین
  - دهستان چایپاره پائین
  - دهستان غنی بیگلو

شهر: نیک‌پی
- بخش قره‌پشتلو
  - دهستان قره‌پشتلو بالا
  - دهستان قره‌پشتلو پائین
  - دهستان سهرین

شهر: ارمغان خانه